# Descartes teckenregel
Descartes teckenregel är ett sätt att bestämma det största antalet möjliga positiva eller negativa reella nollställen till ett polynom. Regeln ger inte det exakta antalet positiva eller negativa nollställen, utan ger endast ett antal möjligheter. Regeln publicerades första gången 1637 av René Descartes i hans verk La Géométrie.

## Descartes teckenregel
Descartes teckenregel säger att ett polynom ordnat i standardform {\displaystyle a_{n}x^{n}+a_{n-1}x^{n-1}+\dotsb +a_{1}x+a_{0}} kan maximalt ha lika många positiva reella nollställen som teckenförändringar mellan termerna i polynomet. Vidare säger regeln också att antalet positiva nollställen har samma paritet som antalet teckenförändringar, det vill säga, ifall man har ett udda antal teckenförändringar är antalet positiva nollställen också udda, och tvärtom. En term som har en koefficient av noll (det vill säga att den inte ingår i polynomet) räknas inte med i antalet teckenförändringar.
Värt att notera är att nollställen med högre multiplicitet räknas som separata nollställen.

### Negativa nollställen
Eftersom de negativa nollställena till polynomet {\displaystyle f(x)} är positiva nollställen till polynomet {\displaystyle f(-x)} kan man även använda Descartes teckenregel för att undersöka antalet negativa nollställen till ett polynom. Detta görs genom att byta tecken på alla termer av ojämn grad och sedan använda samma regel som för de positiva nollställena.

### Exempel
Polynomet
{\displaystyle f(x)=x^{3}-3x^{2}+4}
har en teckenförändring mellan den första och den andra termen samt den andra och den tredje (teckenmönstret är {\displaystyle +-+}), vilket betyder att det antingen har två eller inga positiva reella nollställen (då regeln säger att antalet positiva nollställen antingen är ett tal med samma paritet lika med eller mindre än antalet teckenförändringar).
Undersöker vi istället {\displaystyle f(-x)}
{\displaystyle f(-x)=-x^{3}-3x^{2}+4}
får vi att polynomet har ett negativt reellt nollställe, eftersom {\displaystyle f(-x)} har en teckenförändring.

Om vi faktoriserar polynomet
{\displaystyle f(x)=(x+1)(x-2)^{2}}
blir det uppenbart att nollställena är {\displaystyle x=-1} (där {\displaystyle x+1=0}) och {\displaystyle x=2}  (där {\displaystyle x-2=0}), av multiplicitet 1 respektive 2. Detta stämmer överens med slutsatserna från Descartes teckenregel: Det finns udda antal men högst ett negativt nollställe, samt ett jämnt antal men högst två positiva nollställen (varvid multipla nollställen räknas med sin multiplicitet).

### Exempel 2
Polynomen
{\displaystyle f(x)=x^{3}+2x^{2}+4x+8\quad } och {\displaystyle \quad g(x)=2x^{3}+x^{2}+2x+1}
saknar båda teckenväxlingar och enligt teckenregeln alltså även positiva nollställen; detta är även lätt att se analytiskt utifrån att de båda är positiva i {\displaystyle x=0} och växande för {\displaystyle x\geqslant 0} eftersom derivatan är positiv där. Således har
{\displaystyle (x-1)f(x)=x^{4}+x^{3}+2x^{2}+4x-8\quad } och {\displaystyle \quad (x-1)g(x)=2x^{4}-x^{3}+x^{2}-x-1}
båda exakt ett positivt nollställe (i {\displaystyle x=1}), men medan det ena har en teckenväxling hinner det andra med tre. Detta illustrerar att antalet teckenväxlingar kan växa snabbare än antalet positiva nollställen.

## Bakgrund
Descartes teckenregel skrevs ned i sin generella form för första gången 1637 av fransmannen René Descartes i La Géométrie, men var innan dess känd av andra matematiker.. Vid den här tidpunkten gällde regeln endast den övre gränsen på antalet nollställen, och Descartes publicerade heller inget bevis för sin regel.
Den välkände matematikern och fysikern Isaac Newton omnämnde regeln 1707, men man har inte hittat något bevis tillhörande honom. Vissa spekulerar att Newton ansåg att beviset helt enkelt var för trivialt för att bry sig om att skriva ned.
Det skulle dröja ända till 1740 innan ett bevis publicerades av Jean-Paul de Gua de Malves.
År 1828 fulländade den tyske matematikern Carl Friedrich Gauss den moderna versionen av regeln då han visade att pariteten på antalet teckenförändringar var densamma som på antalet positiva nollställen.

## Bevis
Den äldre delen av teckenregeln – att antalet teckenväxlingar ger en övre gräns för antalet positiva rötter – bygger på observationen att antalet teckenväxlingar i {\displaystyle (x-u)f(x)}, där {\displaystyle u} är en positiv konstant, alltid är minst ett större än antalet teckenväxlingar i {\displaystyle f(x)}. Eftersom varje polynom {\displaystyle g(x)} med {\displaystyle p} positiva nollställen {\displaystyle u_{1},u_{2},\dotsc ,u_{p}} (upprepningar tillåtna) kan skrivas som
{\displaystyle g(x)=f(x)\prod _{i=1}^{p}(x-u_{i})}
så följer att {\displaystyle g(x)} måste ha åtminstone {\displaystyle p} teckenväxlingar fler än vad {\displaystyle f(x)} har, och i synnerhet kan {\displaystyle g(x)} inte ha färre än {\displaystyle p} teckenväxlingar.
Observationen i sig underlättas av att ställa upp en tabell över tecknen på termerna i polynomen {\displaystyle f(x)}, {\displaystyle f(x)\cdot x}, {\displaystyle f(x)\cdot -u} och {\displaystyle f(x)(x-u)}. Till exempel:
{\displaystyle {\begin{array}{l| cccc cccc}&x^{7}&x^{6}&x^{5}&x^{4}&x^{3}&x^{2}&x&x^{0}\\f(x)&&+&-&-&+&+&+&-\\\hline f(x)\cdot x&+&-&-&+&+&+&-&\\f(x)\cdot -u&&-&+&+&-&-&-&+\\\hline f(x)(x-u)&+&-&?&+&?&?&-&+\end{array}}}
{\displaystyle f(x)\cdot -u} har genomgående motsatt tecken mot {\displaystyle f(x)}, medan {\displaystyle f(x)\cdot x} har samma tecken fast ett steg förskjutet. Det innebär att de två teckenföljderna blir ense i en kolumn vid varje teckenväxling, så i den kolumnen är tecknet på termen ur {\displaystyle f(x)(x-u)} bestämt av enbart tecknen på termerna i {\displaystyle f(x)}; hur stora termerna är spelar ingen roll. I kolumner efter vilka {\displaystyle f(x)} inte växlar tecken kommer däremot {\displaystyle f(x)\cdot -u} och {\displaystyle f(x)\cdot x} att ha termer med motsatta tecken, så tecknet på termen i {\displaystyle f(x)(x-u)} går inte att förutsäga och markeras med ett frågetecken i tabellen. De säkra kolumnernas tecken kommer emellertid att alternera, och eftersom högstagradstermen tillkommer som en kolumn med säkert tecken följer att det enbart bland de säkra kolumnerna görs en teckenväxling mer i {\displaystyle f(x)(x-u)} än det görs totalt i {\displaystyle f(x)}. Dessutom kan det tillkomma teckenväxlingar i {\displaystyle ?}-kolumnerna, så antalet teckenväxlingar kan öka med mer än 1 (dock alltid ett udda tal).
Uppställningen är i stort sett densamma om man tillåter även polynom där vissa koefficienter kan vara noll. En lämplig detaljnivå fås om man genomgående markerar kolumner som inte realiserar en teckenväxling som {\displaystyle +0} (positiv eller noll) eller {\displaystyle -0} (negativ eller noll), oavsett om de råkar vara noll eller fortsätter med samma tecken som föregående kolumn; lägstagradstermen behöver dock fortsatt ha ett tydligt tecken. Ett exempel på det skulle vara
{\displaystyle {\begin{array}{l| cccc cccc}&x^{7}&x^{6}&x^{5}&x^{4}&x^{3}&x^{2}&x&x^{0}\\f(x){\text{ (exakt)}}&&+&-&0&+&+&0&+\\f(x){\text{ (markerad som)}}&&+&-&-0&+&+0&+0&+\\\hline f(x)\cdot x&+&-&-0&+&+0&+0&+&\\f(x)\cdot -u&&-&+&+0&-&-0&-0&-\\\hline f(x)(x-u)&+&-&?&+&?&?&?&-\end{array}}}
där alltså {\displaystyle f(x)} har 2 teckenväxlingar och {\displaystyle f(x)(x-u)} har minst 3.
Den yngre delen av teckenregeln – att antalet teckenväxlingar alltid har samma paritet som antalet positiva nollställen – går att återföra på frågan om huruvida högsta- och lägstagradstermerna har samma tecken: Om det görs ett jämnt antal teckenväxlingar måste högsta- och lägstagradstermerna ha samma tecken, medan de får motsatta tecken om det görs ett udda antal teckenväxlingar. Alltså återstår det att visa att ett polynom med udda antal positiva nollställen har olika tecken på högsta- och lägstagradstermerna, samt att polynom med ett jämnt antal positiva nollställen har samma tecken på högsta- och lägstagradstermerna.
För stora {\displaystyle x} dominerar högstagradstermen över alla andra termer, så funktionsvärdets tecken överensstämmer där med tecknet på högstagradstermen. Omvänt så är det för tillräckligt små {\displaystyle x} lägstagradstermen som dominerar över alla andra termer, så funktionsvärdets tecken där överensstämmer med lägstagradstermens tecken. Ett polynom utan positiva nollställen har samma tecken för alla positiva {\displaystyle x}, så sådana polynom måste ha samma tecken på högsta- och lägstagradstermerna. (Däremot kan övriga termer mycket väl ha motsatt tecken, om de inte är alltför stora.) Enligt faktorsatsen kan varje polynom {\displaystyle g(x)} med de {\displaystyle p} positiva nollställena {\displaystyle u_{1},\dotsc ,u_{p}} faktoriseras som
{\displaystyle g(x)=f(x)\prod _{i=1}^{p}(x-u_{i})\quad } där {\displaystyle f(x)} saknar positiva nollställen.
Högstagradstermen i {\displaystyle g(x)} är {\displaystyle x^{p}} gånger högstagradstermen i {\displaystyle f(x)}, så dessa har samma tecken. Lägstagradstermen i {\displaystyle g(x)} är {\displaystyle \textstyle \prod _{i=1}^{p}(-u_{i})=(-1)^{p}\prod _{i=1}^{p}u_{i}} gånger lägstagradstermen i {\displaystyle f(x)}, som enligt ovan har samma tecken som högstagradstermen i {\displaystyle g(x)}. Alltså har högsta- och lägstagradstermerna i {\displaystyle g(x)} samma tecken om och endast om antalet {\displaystyle p} av positiva nollställen till {\displaystyle g(x)} är jämnt.